# Manuela Machado
Manuela Machado, född 9 augusti 1963, är en portugisisk före detta friidrottare (maratonlöpare).
Machado är en av 1990-talets största stjärnor inom den kvinnliga maratonlöpningen. På hennes meritlista finns guldet från VM 1995 i Göteborg, och dessutom två VM-silver (från 1993 och 1997). Machado etablerade sig som en av Europas bästa på distansen med dubbla EM-guld från 1994 och 1998. Den enda missen i karriären var att det inte blev någon medalj vid OS. Som bäst blev Machado sjua, vilket hon blev vid två tillfällen (OS 1992 och OS 1996).